# Zyxomma obtusum
Zyxomma obtusum is een libellensoort uit de familie van de korenbouten (Libellulidae), onderorde echte libellen (Anisoptera).
De wetenschappelijke naam Zyxomma obtusum is voor het eerst geldig gepubliceerd in 1881 door Albarda.